# Aeropuerto de Oxford

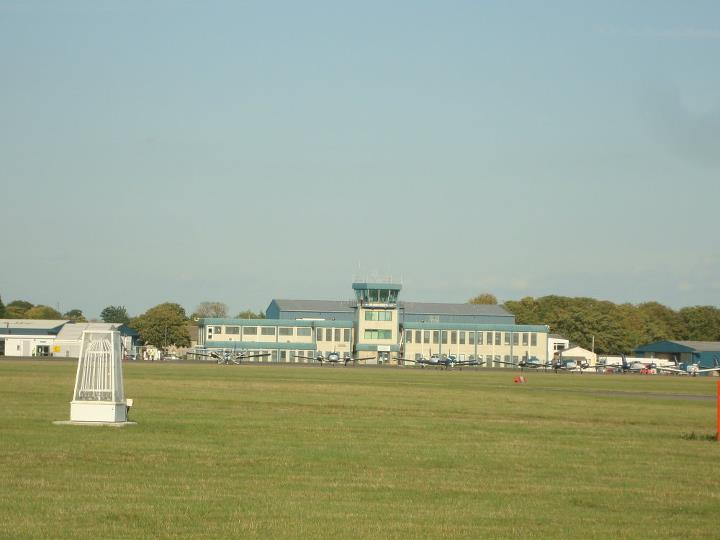
Las instalaciones de la Academia de Aviación de Oxford y el Control del tráfico aéreo del aeropuerto.

Un autobús de enlace conecta con Chiltern Railways.

O con Great Western Railway.

O con CrossCountry.

El Aeropuerto de Oxford (IATA: OXF, OACI: EGTK) es un aeropuerto público que está situado a unos 11 kilómetros de la ciudad de Oxford. Su ubicación se encuentra en el condado de Oxfordshire, situado en la parte sur de Inglaterra, a unos 100 km al noroeste de Londres, Inglaterra. Este aeropuerto se encuentra a unos 82 metros sobre el nivel del mar. Además el aeropuerto es utilizado especialmente en la aviación general y de negocios. También es sede de la escuela de pilotos aéreos de la Academia de Aviación de Oxford.
Aunque el terreno alrededor del aeropuerto es de superficie plana, el punto más alto en la zona es de 116 metros sobre el nivel del mar, esto es 2,1 km al suroeste de Londres. Alrededor del aeropuerto hay una población muy densa, con 2.345 habitantes por kilómetro cuadrado. Y en el barrio localizado alrededor del aeropuerto existen principalmente terrenos de cultivo agrícola.
El clima costero es el que prevalece en la zona. La temperatura media anual en la zona es de 9 °C. El mes más cálido es julio, cuando la temperatura media alcanza los 17 °C, y el mes más frío es diciembre, con 0 °C.

## Estadísticas
Ver fuente y consulta Wikidata.